# Shehu Shagari
Shehu Shagari (Shagari, 25 febbraio 1925 – Abuja, 28 dicembre 2018) è stato un politico nigeriano, Presidente della Nigeria dal 1979 al 1983.
Vinse le elezioni presidenziali del 1979 e fu riconfermato in occasione delle elezioni presidenziali del 1983. Il 31 dicembre 1983 fu tuttavia esautorato a seguito di un colpo di Stato guidato da Muhammadu Buhari, che assunse la carica di Presidente mantenendola fino al 1985 (Buhari sarebbe stato poi eletto Presidente alle elezioni presidenziali del 2015).